# 緋雨閑丸
緋雨 閑丸（ひさめ しずまる）は、SNK（SNKプレイモア）の対戦型格闘ゲーム『サムライスピリッツ』シリーズに登場する架空の人物。

## キャラクター設定
記憶喪失の少年。わずかに残った記憶を頼りに自分の過去を探す旅を続けている。自分の記憶の鍵となるのは「鬼」の存在であり、人々を殺戮した「鬼」と呼ばれし男、壬無月斬紅郎を探していた。夢に出てくる「鬼」の剣技を自己流に再現した「緋刀流」という我流剣術の使い手である。
初出作品の『斬紅郎無双剣』のエンディングでは、自分が倒したはずの斬紅郎の骸が無いうえに目前の風景も違っており、周りの木々が倒され、斬紅郎の刀「紅鋼怨獄丸」を握っていたとしている。自分が斬ったのは、斬紅郎の心の中の鬼であることに閑丸は気付かなかったが、自分こそが鬼ではないのかという疑問を呟いて終わる。
閑丸の詳細な設定は明らかにされていないものが多い。判明しているのは「斬紅郎と閑丸の間に血縁関係はない」ということのみであり、「閑丸と斬紅郎は何者か」についても、開発スタッフは「謎です」と答えるなど、斬紅郎との関係についても断片的な事柄しか判明していない。『ネオジオフリーク』では「閑丸と斬紅郎を結び付けた人間、裏で糸を引いていた者がいる」という旨のコメントがされているが、詳細は不明のままである。
ゲームCD『サムライスピリッツ 斬紅郎無双剣 ARRANGE SOUND TRAX』（SNK新世界楽曲雑技団）にはドラマが収録されており、その中でナコルルが閑丸に出会う場面がある。旗本奴に絡まれていたところをナコルルに助けられ、彼女に鬼を探していることを話し礼を言って立ち去るが、ナコルルは閑丸が「鬼」であることに気付いていた。
『天草降臨』の閑丸のエンディングでは覇王丸とナコルルの叱咤の言葉を受けて自らの心に棲む鬼と向き合うことを決意するが、これは閑丸の幻覚・幻聴（つまり自問自答）である。
『天下一剣客伝』ではいろはに「子どもが刀を振り回しちゃ駄目です！」と言われてしまう。エンディングでは儚との再会を果す。斬紅郎のストーリーでは、斬紅郎が閑丸の刀を見て「宗家の者を嗾けてきたか」「宗家の鬼を宿す者」という旨を口にしており、核心は明かされぬままであるものの斬紅郎との関係性に踏み込んだ描写がされている。
萬三九六に気に入られており、部下にスカウトされる。
『真説サムライスピリッツ 武士道烈伝』のネオジオCDのおまけコーナーは閑丸を主役にした隠しシナリオである。舞台は京都。
『天草降臨』の次に発表された3Dシリーズ（『サムライスピリッツ〜侍魂〜』および『サムライスピリッツ2〜アスラ斬魔伝〜』。通称『ポリ』および『アスラ』『斬魔伝』）には登場していない。

### キャラクターデザイン
長い茶髪をうなじ部分で括った幼い少年。長めの前髪は基本的に無造作に下ろしているが、『SAMURAI SPIRITS (2019)』では真ん中分けに変更されている。
朱色・白・朱色（袖なし）と三枚の着物を重ね着しており、白い膝丈の袴を履いている。足元は黒い脚絆と白い足袋を着け、草鞋を履いている。
また、黄色の輪袈裟を右肩から斜めに掛けている（色はいずれもデフォルトカラーでのもの）。

### 武器
霧雨（きりさめ）
閑丸が主に攻撃に使用する和傘。青をベースに黄色の蛇の目模様が入っている。
傘の生地（和傘における平紙に当たる部分）は牛の皮を干したものと松ヤニを煮たものと豚のヒゲが三重に重ね合わされており、高い強度を持つ。
大祓禍神閑丸（おおはらえのまがかみしずまる）
閑丸が背負っている宝刀。柄の先端には赤い宝玉と白い房飾りが付けられている。
攻撃に使用することはほとんどなく、大祓禍神閑丸を使用していることが明確に分かるのは、「梅雨円殺陣」や「暴雨円殺陣」の上昇中と「雨流狂落斬」（のちに「真・雨流れ狂落斬」と改名）だけである。
武器飛ばし技（武器破壊技）を喰らって霧雨を失うと大祓禍神閑丸も一切抜かなくなる。なお、『斬紅郎無双剣』では通常でも一部の必殺技を除いて大祓禍神閑丸を抜くことはなかった（『天草降臨』以降は通常技でも抜くようになった）。

### 名前
現在の本名である「緋雨閑丸」という名前は、孤児であった彼を養育した僧が、彼とともに置かれていた刀に刻まれていた銘「閑（しずか）」よりとった名である。『零』のエンディングでは、通りかかった侍が大祓禍神閑丸を見て閑丸を「刃」と呼び、「水無月宗家に何があったのか」と問う場面があり、本名は「水無月 刃」のようである。「刃」の読み方は不明（「刃」という名前は『斬紅郎無双剣』の閑丸設定画にも見られる名前であり、また「柳生人生劇場」でも使われている）。『天下一剣客伝』でも「水無月」の名前が出ている。
なお開発上の名前の由来としては、傘を武器とする点から雨との関連性を持たせるという意味と、暗に「血の雨」という意味で緋雨という名字が設定された。

### キャラクターの原型
閑丸は少女と見紛う容姿の少年であるが、外見のモデルは漫画『るろうに剣心』の主人公・緋村剣心とされていた。同漫画の作者で、後に『零』のキャラクターデザインにも携わった和月伸宏が、『るろうに剣心』の単行本第8巻の中で、閑丸について語っている（なお和月自身は、サムライスピリッツシリーズの大ファンである）。しかし、スタッフから「実は違います」と明確に否定されている。
初期段階の設定画の中には植物を武器にする様子が描かれているものがある。また、他には自分の身長を超える長剣を持っていたもの（その段階では斬紅郎の設定と被っていたようである）、腕に巨大な逆刃鎌をつけたものなどがあり、『斬紅朗無双剣』から登場した新キャラクターの中でも閑丸のキャラクター設定には幾多の変遷があった。

## ゲーム上の特徴
体格は小柄だが、傘を使った攻撃はリーチが長いうえに威力も高い。小柄な体格は、相手の攻撃が当たりにくいという長所にもつながる。
下方へ傘を押し広げるジャンプ強斬りは、傘に食らい判定が存在せず、閑丸の食らい判定が小さくなり、地上の相手に対しては絶大な効果を発揮する。接近して出すと2ヒットするしゃがみ中斬りはキャンセルが可能で、連続技に組み込むと強い。
「修羅」と「羅刹」では、修羅の方が強力な技が多く、相手に一気に大ダメージを与える好機に恵まれている。「羅刹」は「修羅」には無い「小雨」や「時雨」を使用し、闘い方が「修羅」とは異なる。
『天草降臨』での三連斬の際は、二斬目までは霧雨を叩きつけるが、三斬目は「ごめんなさい!」と頭を下げつつもそれを頭突きとしてダメージを与えていた（「ごめんなさい連斬」などと呼ばれており、『天下一剣客伝』でもこれは再現されている）。

## 技の解説

### 必殺技
緋刀流 霧雨刃
傘を前方へ飛ばす。傘が飛ぶ距離は弱中強で決まっており、傘を投げるまでの隙も増える。傘は一定の距離まで飛んだのち、ブーメランの要領で閑丸の元へ戻ってくる。閑丸が空中にいれば、空中を飛んで閑丸の元へ戻る。ヒット効果は吹き飛びダウン。
『斬紅郎無双剣』では「緋刀流 霧雨刃 豪雨」という技名で、傘が相手に当たらない限り、戻ってくる時にも攻撃判定が存在する。ただしこれは「修羅」のみで、「羅刹」では傘が戻ってくる時には攻撃判定が存在しない。そのため、使う機会は修羅よりも少ない。傘を投げている間も閑丸本体は動けるが、その間は素手状態であるため、使える攻撃は限定される。
傘の攻撃判定は見た目よりも小さく、相手の飛び道具に触れた時点で消滅する。「霧雨刃」同士であれば、お互いに遠距離で出した時にのみ相殺する。
作品によっては強斬りで出したり、怒り時に出すと、『斬紅郎無双剣』での「修羅」と同じく、戻ってくる時にも攻撃判定がある。
緋刀流 梅雨円殺陣
「修羅」と「羅刹」で共通の技。傘で弧を描くように振り回しつつ、背中に帯刀している刀に持ち替えて大きく振り上げながら上昇する。弱斬りで入力した場合は突進せず、その場で弧を描くように傘を振り回し、そのまま刀を振り上げながら小さく跳ねる。流れとしては覇王丸の「奥義 弧月斬」に似る。
技のヒット数は、弱は3、中と強は4であり、削り回数もこれに準拠する。基本は連続技に組み込む。密着状態でしゃがみ中斬りやしゃがみ強斬りの2発目を当ててからキャンセルで中か強を決めると、相手を気絶させることが可能。
緋刀流 雨流狂落斬（または、真・雨流狂落斬、真・雨流れ狂落斬）
傘を上に放り上げた直後に背中に帯刀している刀をすばやく抜いて突進する。ヒットすると相手を刀で突き刺したまま画面端まで押し進み、刀を振り下ろして斬り倒す。弱は中斬りをキャンセルして出すと連続でつながる。ガードした相手の体力を削ることはできない。「修羅」と「羅刹」で共通の技であるが、「羅刹」では中と強に限り、「修羅」の弱よりも発生が速い（それでも連続技には組み込めない）。ヒット時の演出も「修羅」と「羅刹」で異なり、「羅刹」は相手を画面端に運んでから高く飛び上がって刀を振り下ろし、脳天への一撃を叩き込むというものになっている。
『天草降臨』以降は蹴りボタン（『零SPECIAL』以降は任意のボタン）を押しっぱなしの状態にして離すというボタン溜め押しのコマンドに変わっている。ある程度溜めることで、最後の斬撃が「羅刹」での演出と同じになる。特に最大溜めの状態での場合は武器飛ばし必殺技の倍以上の威力を誇るため、逆転の切り札にもなりうる。
さらに『零SPECIAL』ではボタン押しっぱなし中にスタートボタンを押すことで、溜めを維持したまま何度でもこれを出せるという強力な裏技がある。ただし、ヒットさせた時点で溜めは解除される。
緋刀流 五月雨斬り
その場で傘を横にして回し、ヒットすると相手を捕獲して連続で斬り刻む。ヒット効果は、弱と中は吹き飛びダウンで、強は大きく回転しつつ吹き飛んでいく。ヒット数が少ない代わりに威力が最も高いのは弱で、蹴りからキャンセルでつながる。中は3発、強は4発斬り付けるが威力は弱に劣る。回転中は上半身が無敵状態で、相手の体力は2回まで削る。
『天草降臨』までは「修羅」の技。
緋刀流 氷雨返し
その場で傘を開いて構える。この技は特殊で、傘の先端を掠らせるように当てた時のみ、相手にダメージを与えるようになっている。その時のヒット効果は転倒で、それ以外はダウンとなる。傘を普通に当てても、相手には一切ダメージが無い。また、傘を開いている間は多くの飛び道具をはね返すことが可能。
『天草降臨』までは「修羅」の技。
緋刀流 時雨
空中でのみ出せる技。閉じた状態の傘に体重を乗せて真下に落下していく。相手に当たると上空に跳ね上がり、そのまま攻撃を続ける。
1度この技を出すと、着地するまでは他の行動を取ることができなくなる。また、着地後には隙も生じる。そのため、一度この技を出して相手に当てたあとは、相手に反撃されるまでひたすらこの技を入力して当て続けなければならなくなる。
跳ね上がる時にレバーを左右いずれかに入れておくことで、入力した方向に跳ねる軌道をずらすことができる。最大ヒット数・削り回数はともに2。
『天草降臨』までは「羅刹」の技。
緋刀流 小雨
空中で傘を開き、一定の間だけ空中浮遊し、徐々にゆっくりと落下していく。動作中はレバーで左右に移動できる。ジャンプの降下中か、退きこみ中に出すことができる。また、浮遊の最中にいずれかのボタンを押せば浮遊は解除される。解除された後は空中ガードができるうえに、この技を再び出すこともできる。難しいが、相手の攻撃をかわす手段としても使用可能。
『天草降臨』までは「羅刹」の技。
緋刀流 雷雨
「小雨」からの派生技。「小雨」中に斬りボタンを押すと傘を横回ししながら斜めに突進していく技。
「小雨」からの派生技ということで、『天草降臨』までは「羅刹」の技。
緋刀流 冷雨
『天下一剣客伝』での新技。一度身体をひねって、相手に向かって傘を開きながら突進する技。その動作は、『ザ・キング・オブ・ファイターズ』でのリョウ・サカザキの「虎咆疾風拳」に似ている。突進距離は短い。
緋刀流 村雨
「冷雨」からの派生技の一つ。「冷雨」中にコマンドを入力すると、小さく飛び上がりつつ傘を大きく叩きつける（動作は『零SPECIAL』までにあった不意打ち攻撃「豪雨脳天割り」と同じ）。
緋刀流 地雨
「冷雨」からの派生技の一つ。「冷雨」中にコマンドを入力すると相手の足を払うかのように傘を思いっきり横に振る。

### 武器飛ばし技、絶命奥義、秘奥義
緋刀流禁じ手 暴雨狂風斬
傘を大きく振り回してから横に構えつつ傘を広げたあとに高速で回転させながら相手に突進、ヒットすると相手を持ち上げながら上昇して連続で斬り刻んでいく。
攻撃判定は、高速回転させる傘だけでなく、最初に振り回す傘にも存在し、しゃがみ中斬り（1段目・2段目）やしゃがみ強斬り（1段目）をキャンセルして出すことで連続技になる。連続技に組み込むことで、相手の武器を飛ばすだけでなく、気絶させることも可能という強力な性能を持つ。攻撃をガードされると後方へ跳ね返って着地し、「雨流狂落斬」と同程度の隙が生じる。
のちの『天草降臨』での「羅刹」の武器飛ばし技「緋刀流禁じ手 雨流裂殺刃」をもとに、技の動作が変更された。
緋刀流禁じ手 雨流裂殺刃
技の内容は「修羅」の武器飛ばし技「暴雨狂風斬」と似ているが、突進距離が短いうえに動作も遅い。
攻撃判定は最初に振り回す傘のみにあり、これが外れると小さく跳ねて着地して長時間硬直状態に陥る（着地の際に傘を回転させているが攻撃判定は無い）。出際にわずかな無敵時間が設定されているが、これを活用するのは困難。
『天草降臨』では、地面を滑っていく突進攻撃に変更されており、突進距離も少し長くなっている。この『天草降臨』での「雨流裂殺刃」が、『零』以降の「暴雨狂風斬」の基となっている。
鬼の記憶 無限砲
『零SPECIAL』での絶命奥義。
閑丸に重なって並ぶように壬無月斬紅郎の幻影（?）が現れ、閑丸と同じモーションを行い、斬紅郎の武器飛ばし必殺技である「無限流 無限砲」を放つ。
緋刀流 暴雨円殺陣
『天下一剣客伝』での秘奥義。
「緋刀流 梅雨円殺陣」を強化したもので、覇王丸の「天覇封神斬」の閑丸版とも言える技。傘で弧を3〜4回描きながら突進して、最後にすかさず刀に持ち替えて振り上げながら上昇する。
鬼の記憶 天泣
『SAMURAI SPIRITS (2019)』での秘奥義。
霧雨を投げつけ、それがヒットすると大きく振り上げた大祓禍神閑丸で斬り裂く技。その際に閑丸の瞳は緑色に染まっており、霧雨を差して斬られた相手から噴き上がった雨のような鮮血を受けとめたあと、元の瞳に戻り我に返ったように愕然とした表情で立ち尽くす。

## 登場作品
- サムライスピリッツ 斬紅郎無双剣
- サムライスピリッツ 天草降臨
- サムライスピリッツ零
- サムライスピリッツ零SPECIAL
- サムライスピリッツ 天下一剣客伝
- 真説サムライスピリッツ 武士道烈伝（ネオジオCDのみ登場）
- SAMURAI SPIRITS（2019）（DLC追加キャラクター）

## キャスト
- 金田美穂 - 『斬紅郎無双剣』 - 『零SPECIAL』
- 高城元気 - 『天下一剣客伝』
- 小市眞琴 - 『2019』
- 米本早希 - 『侍魂オンライン-朧月伝-』[9]

## 関連人物
- 壬無月斬紅郎 - 自分の過去を知っていると思われる人物
- 覇王丸
- ナコルル
- 儚（はかな） - 世話になった女性
- 妖怪腐れ外道 - 『天下一剣客伝』の中ボス